# Rosnatka kapská
Rosnatka kapská (Drosera capensis) je drobná masožravá rostlina tvořící přízemní růžice, která je původní v jižní Africe. Díky svojí velikosti a poměrně snadnému pěstování a množení se stala jednou z nejčastěji pěstovaných masožravých rostlin nejen v České republice.

## Popis
Listy tohoto druhu rosnatky bývají okolo deseti centimetrů dlouhé, mírně vzpřímené v přízemní růžici. Čepel listů je hustě pokrytá tzv. tentakulemi, které připomínají kapičky rosy (odtud Rosnatka). Stvol květenství je vysoký 20 – 30 cm, je zelený a chlupatý, květy jsou růžové a v průměru mívají 1–2 cm. Existuje i vyšlechtěná varianta s bílými květy.

## Popis lapacích orgánů
Tentakule jsou drobné žlázky, které vylučují lepivý sliz, obsahující trávicí enzymy. Při zachycení kořisti (v případě rosnatky kapské velmi malý hmyz) dojde k pohybu tentakulí a jejímu uvěznění. Pohyb těchto žlázek může trvat od jedné do dvaceti minut, někdy i déle. Drosera capensis navíc ovine kolem kořisti celý svůj list.

## Pěstování

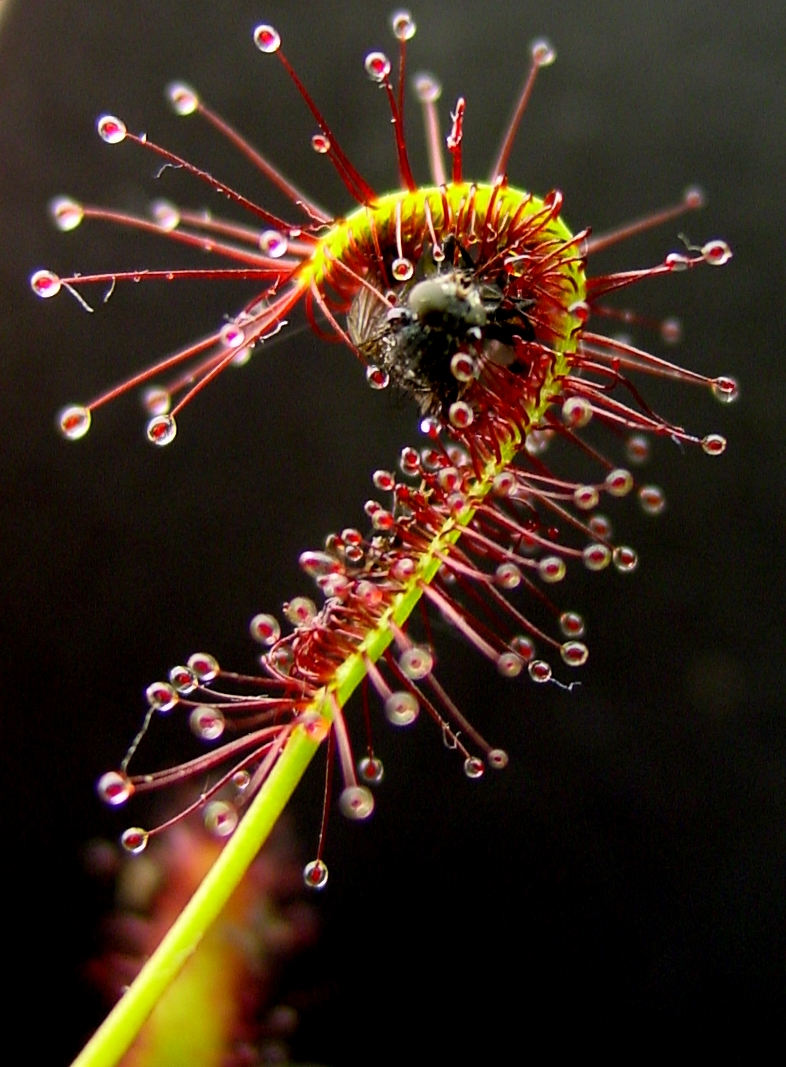
List s tentakulemi

Snad všechny druhy rosnatek se pěstují v čisté rašelině nebo v kombinaci rašeliny s čistým, křemičitým pískem, smíchané v poměru 2:1 - 4:1. Květináč musí, zejména přes léto, stát v misce s vodou; v zimním období stačí udržovat rašelinu mokrou (nesmí nikdy vyschnout). Voda by měla být dešťová nebo destilovaná (pokud tato není k dispozici, malé množství běžné vody z kohoutku rostlině nevadí, je však lepší ji kvůli odbourání přidaného chlóru převařit). Této rostlině prospívá i dobrá vzdušná vlhkost, ale není nutnou podmínkou.
Osvětlení tato květina vyžaduje co možná největší, dokonce jí neuškodí ani přímé sluneční světlo, spíše naopak. Při horších světelných podmínkách je možno květinu přisvětlovat např. zářivkou. Rosnatku je možné přes léto pěstovat venku, třeba na okenním parapetu. Ale pozor! Teplota by nikdy neměla klesnout pod deset stupňů.
Rosnatky v žádném případě nehnojíme, pěstujeme v pokojové teplotě.

## Rozmnožování
Množení se provádí listovými nebo kořenovými řízky, výsevem semen nebo dělením trsů. Semena se rozptýlí pouze na vlhký substrát a zalévají přes okraj nádoby, aby nebyla vyplavena. Během 14 dní vyklíčí. Přesazování, rozmnožování a jiné úpravy je vhodné na rosnatce provádět na jaře.